# Andrei Bushkov
Andrei Vasilievich Bushkov (em russo:  Андрей Васильевич Бушков; Otradnoye, RSFS da Rússia, 13 de outubro de 1969) é um ex-patinador artístico russo. Bushkov conquistou com Marina Eltsova uma medalha de ouro, uma de prata e uma de bronze em campeonatos mundiais, e duas medalhas de ouro em campeonatos europeus. Ele também competiu nos Jogos Olímpicos de Inverno de 1998.

## Principais resultados

### Com Marina Eltsova
| Resultados                                                                             | Resultados      | Resultados        | Resultados       | Resultados        | Resultados       | Resultados       | Resultados        | Resultados      | Resultados        | Resultados    | Resultados    | Resultados    |
| Internacional                                                                          | Internacional   | Internacional     | Internacional    | Internacional     | Internacional    | Internacional    | Internacional     | Internacional   | Internacional     | Internacional | Internacional | Internacional |
| Evento/Temporada                                                                       | 1990– 1991      | 1991– 1992        | 1992– 1993       | 1993– 1994        | 1994– 1995       | 1995– 1996       | 1996– 1997        | 1997– 1998      | 1998– 1999        |               |               |               |
| -------------------------------------------------------------------------------------- | --------------- | ----------------- | ---------------- | ----------------- | ---------------- | ---------------- | ----------------- | --------------- | ----------------- | ------------- | ------------- | ------------- |
| Jogos Olímpicos                                                                        |                 |                   |                  |                   |                  |                  |                   | 7.º             |                   |               |               |               |
| Campeonato Mundial                                                                     |                 |                   | 6.º              | Medalha de bronze | 4.º              | Medalha de ouro  | Medalha de prata  | 6.º             |                   |               |               |               |
| Campeonato Europeu                                                                     |                 |                   | Medalha de ouro  |                   | 4.º              | 4.º              | Medalha de ouro   | WD              |                   |               |               |               |
| GP Grand Prix Final                                                                    |                 |                   |                  |                   |                  | Medalha de prata | Medalha de bronze |                 |                   |               |               |               |
| GP Cup of Russia                                                                       |                 |                   |                  |                   |                  |                  | Medalha de prata  | Medalha de ouro | 5.º               |               |               |               |
| GP Grand Prix International de Paris                                                   |                 |                   |                  | Medalha de prata  | Medalha de ouro  |                  |                   |                 | Medalha de bronze |               |               |               |
| GP Nations Cup                                                                         |                 |                   |                  |                   |                  | Medalha de ouro  | Medalha de prata  |                 |                   |               |               |               |
| GP Skate America                                                                       | Medalha de ouro |                   | Medalha de ouro  |                   | Medalha de ouro  | Medalha de ouro  |                   | Medalha de ouro |                   |               |               |               |
| GP Skate Canada International                                                          |                 | Medalha de bronze |                  |                   |                  |                  | Medalha de prata  |                 |                   |               |               |               |
| Jogos da Boa Vontade                                                                   |                 |                   |                  |                   | Medalha de prata |                  |                   |                 |                   |               |               |               |
| NHK Trophy                                                                             | 4.º             | Medalha de bronze | Medalha de prata |                   | Medalha de ouro  |                  |                   |                 |                   |               |               |               |
| Universíada                                                                            | Medalha de ouro |                   |                  |                   |                  |                  |                   |                 |                   |               |               |               |
| Nacional                                                                               |                 |                   |                  |                   |                  |                  |                   |                 |                   |               |               |               |
| Campeonato Russo                                                                       |                 |                   | Medalha de prata | 4.º               | Medalha de ouro  | Medalha de prata | Medalha de ouro   | Medalha de ouro | 4.º               |               |               |               |
| Campeonato Soviético                                                                   | 4.º             | Medalha de bronze |                  |                   |                  |                  |                   |                 |                   |               |               |               |
|                                                                                        |                 |                   |                  |                   |                  |                  |                   |                 |                   |               |               |               |
| Legenda: GP = Grand Prix; WD = Abandonou; Competição não foi disputada nesta temporada |                 |                   |                  |                   |                  |                  |                   |                 |                   |               |               |               |

### Com Yulia Liashenko
| Campeonato Mundial Júnior | Medalha de bronze |